# Silvestro Ladu
Silvestro Ladu (Bitti, 12 agosto 1949) è un politico italiano.

## Biografia
Medico di famiglia a Siniscola, dove è stato consigliere comunale, assessore ai Servizi sociali e Sanità dal 1983 al 1985 e quindi Sindaco per due anni dal 1988 al 1990.
Fino alla vigilia della candidatura nelle liste del Partito popolare è stato presidente della Comunità montana delle Baronie.
Nelle elezioni del 1999 era stato eletto nel collegio di Nuoro con 4 050 voti di preferenza.
Nella legislatura successiva (2004-2009), eletto con una lista civica, è stato iscritto al Gruppo Partito del Popolo Sardo - CDU Sardi e al Gruppo Partito del Popolo Sardo - Sardistas.
È stato Assessore regionale ai Lavori Pubblici.
È stato candidato Presidente per il centrodestra alle elezioni provinciali di Nuoro del 2005 e poi eletto consigliere, dal 13 maggio 2005 al 30 maggio 2010.
Era il primo dei non eletti alle Politiche del 2008 nella circoscrizione sardegna, candidato di Fortza Paris nelle liste del Pdl.
Proclamato consigliere regionale della Sardegna in data 19 marzo 2009, iscritto al Gruppo del Pdl, nelle cui liste è stato eletto nella circoscrizione provinciale di Nuoro con 4 914 voti su 19 547). È Presidente della II Commissione permanente (Politiche comunitarie, Adeguamento dell'Ordinamento regionale agli atti normativi comunitari, Rapporti con la C.E., Cooperazione internazionale, Diritti civili, Emigrazione ed immigrazione, Etnie, Informazione).
Ha ricevuto un avviso di garanzia per peculato nell'aprile del 2010, secondo l'accusa avrebbe utilizzato per sé 253 000 euro di Fortza Paris.
Il 21 dicembre 2011 viene proclamato senatore, dopo le dimissioni di Piergiorgio Massidda divenuto Presidente dell'Autorità portuale di Cagliari.
Il 2 marzo 2017 viene condannato a cinque anni e otto mesi di reclusione, quattro mesi in meno rispetto alla condanna di primo grado. È quanto deciso dai giudici della Corte d'Appello di Cagliari nei confronti di Silvestro Ladu, l'ex capogruppo di Fortza Paris nel Consiglio regionale della Sardegna accusato di peculato aggravato nell'ambito dell'inchiesta sull'uso dei fondi destinati ai gruppi consiliari.
Nel Maggio 2020 arriva una nuova sentenza di condanna, il primo collegio del tribunale di Cagliari gli ha inflitto tre mesi di reclusione in continuazione rispetto ai 5 anni incassati in appello il 2 marzo 2017 per aver speso illegalmente un’ulteriore somma, 4 500 euro (da aggiungere ai 279 mila contestati nel primo giudizio).